# ルドルフ・レーマン (法律家)
ルドルフ・レーマン（Rudolf Lehmann、1890年12月11日 - 1955年7月26日）は、ドイツの法律家、軍人（法務部将校）。最終階級は陸軍法務大将（Generaloberstabsrichter）。国防軍最高司令部法務部長、軍法会議最高判事を務めた。第二次世界大戦後、ニュルンベルク継続裁判の一つ、国防軍最高司令部裁判で懲役7年の判決を受けた。

## 経歴
法学教授の息子としてドイツ帝国のポーゼン（現ポーランド領ポズナン）に生まれる。1909年にボンのギムナジウムを卒業し、ミュンヘン大学、フライブルク大学、ライプツィヒ大学、マールブルク大学で法学を学んだ。1933年から法務省に勤務し、1937年から軍事裁判所裁判長に就任。1938年から1943年までドイツ国防軍法務部で参事官を務める。
1938年、同性愛の疑いをかけられた陸軍司令官ヴェルナー・フォン・フリッチュ大将に対する名誉法廷に臨席。1941年4月には高等法官の一人としてフランツ・シュレーゲルベルガー（de:Franz Schlegelberger）法相よりT4作戦についての説明を受けた。同年、1941年12月に施行されたドイツ軍占領地でのナチスに対する抵抗運動参加者を抹殺を指示した「夜と霧の布告」策定に参画した。1944年には功労により軍法会議最高判事に任命された。ドイツ軍占領地、とりわけソビエト連邦内での一般市民や赤軍政治将校に対する処刑指令はドイツ国防軍内にも異論があったが、アドルフ・ヒトラーによる指令を盾にしたレーマンによる軍法会議は処刑を後押しするものとなった。
第二次世界大戦終結後、法務部将校としては唯一、連合国により国防軍最高司令部裁判で起訴された。罪状は戦争犯罪および人道に対する罪であった。1948年10月、懲役7年の判決を下されたが、すぐに懲役3年に減刑された。1950年8月にランツベルク刑務所から釈放されたのち、バート・ゴーデスベルクに居住して鉱業会社の経営者として生涯を終えた。